# あかつきごもく
あかつきごもく（8月23日 - ）は、日本の漫画家・イラストレーター。女性。同じく漫画家の吉崎観音は夫で、彼のアシスタントも務めている。

## 主な作品リスト

### 漫画
- ケロっとチャンネル（角川書店『ケロロランド』掲載、『ケロロ軍曹』の4コマ漫画）
- あかつきごもくっちのくるくる☆ホロスコープCOMIC（ソフトバンククリエイティブ『ゲーマガ』連載中）

### イラストレーション
- 対戦麻雀ファイナルロマンス4（ビデオシステム）：キャラクターデザイン
- X-MARKET（新声社）：表紙イラスト
- GUNBARICH（彩京）：キャラクターデザイン
- マニアキング（EZ-Newtype）：キャラクターデザイン
- Mac音ナナ&Petit（販売：act2、協力：MI7 Japan、企画：Mac Fan）：キャラクターデザイン
- 桃色大戦ぱいろん（エクストリーム）：白白先生

### その他
- 幻影ヲ駆ケル太陽（テレビアニメ）：キャラクター原案
- けものフレンズ：協力